# Marau (kommun)
Marau är en kommun i Brasilien.   Den ligger i delstaten Rio Grande do Sul, i den södra delen av landet, 1 500 km söder om huvudstaden Brasília. Antalet invånare är 36 383.
Följande samhällen finns i Marau:
- Marau

Trakten runt Marau består till största delen av jordbruksmark. Runt Marau är det ganska tätbefolkat, med 67 invånare per kvadratkilometer.